# Mesosa indica
Mesosa indica là một loài bọ cánh cứng trong họ Cerambycidae.